# 伊予鉄道大手町線
大手町線（おおてまちせん）は、愛媛県松山市の古町駅から西堀端停留場までを大手町駅経由で結ぶ伊予鉄道の路線。
大手町駅付近と古町駅構内で郊外線（高浜線）と市内線の平面交差（ダイヤモンドクロス）が見られる。

## 路線データ
- 路線距離（営業キロ）：1.4km
- 軌間：1067mm
- 停留場数：5（起終点含む）
- 複線区間：古町 - JR松山駅前間単線、JR松山駅前 - 西堀端間複線
- 電化区間：全線電化（直流600V）
- 閉塞方式
  - 古町 - JR松山駅前：特殊自動閉塞式（トロリーコンタクター式）[1]

## 運行形態
| 系統           | 運行区間                                          | 乗り入れる区間        |
| -------------- | ------------------------------------------------- | --------------------- |
| ■1号線         | 松山市駅→JR松山駅前→木屋町→鉄砲町→大街道→松山市駅 | 大手町線全区間        |
| ■2号線         | 松山市駅→大街道→鉄砲町→木屋町→JR松山駅前→松山市駅 | 大手町線全区間        |
| ■5号線         | JR松山駅前 - 大街道 - 道後温泉                    | JR松山駅前 - 西堀端間 |
| 坊っちゃん列車 | 古町 - JR松山駅前 - 大街道 - 道後温泉             | 大手町線全区間        |

- 古町車庫入庫時の方向幕は、系統番号なしの「古町」表示で運行される。

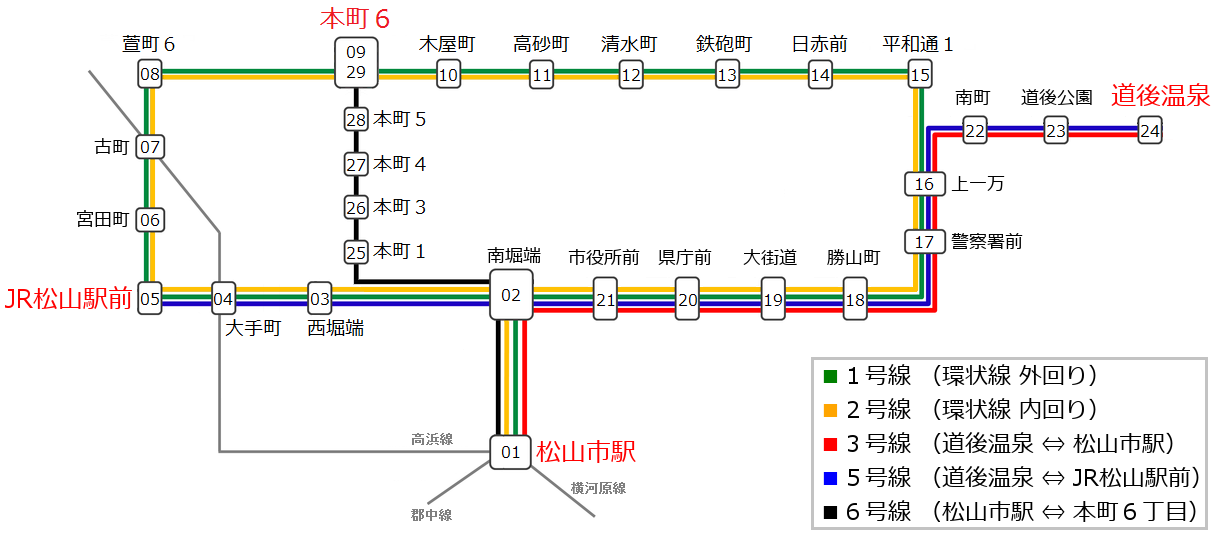
市内線の系統図

## 歴史
- 1927年（昭和2年）4月3日：古町 - 松山間の連絡線が地方鉄道法による鉄道として開業。
- 1936年（昭和11年）5月1日：古町 - 国鉄駅前（現在のJR松山駅前） - 西堀端間が軌道法による軌道として開業。古町 - 松山間の連絡線廃止。

## 停留場一覧
- 坊っちゃん列車以外は各停留場に停車
- ●：坊っちゃん列車が停車、｜：坊っちゃん列車は通過
- 全停留場が愛媛県松山市に所在

| 番号 | 停留場名         | 営業キロ | 営業キロ | 系統 | 系統 | 系統 | 系統 | 接続路線                                          |
| 番号 | 停留場名         | 駅間     | 累計     | 系統 | 系統 | 系統 | 系統 | 接続路線                                          |
| ---- | ---------------- | -------- | -------- | ---- | ---- | ---- | ---- | ------------------------------------------------- |
| 07   | 古町駅           | -        | 0.0      | 1    | 2    |      | ●    | 伊予鉄道：■高浜線（IY08）・城北線                 |
| 06   | 宮田町停留場     | 0.4      | 0.4      | 1    | 2    |      | ｜   |                                                   |
| 05   | JR松山駅前停留場 | 0.4      | 0.8      | 1    | 2    | 5    | ●    | 四国旅客鉄道：予讃線（松山駅: Y55・U00）          |
| 04   | 大手町駅前停留場 | 0.3      | 1.1      | 1    | 2    | 5    | ｜   | 伊予鉄道：■高浜線（大手町駅:IY09）                |
| 03   | 西堀端停留場     | 0.3      | 1.4      | 1    | 2    | 5    | ｜   | 伊予鉄道：城南線・本町線（本町一丁目停留場: 25 ） |

## 延伸計画
高架化が予定されているJR松山駅周辺の区画整理事業、駅前広場整備計画の中で、将来の松山空港への乗り入れも視野に入れ、路面電車を駅前広場に乗り入れさせ、松山駅下を交差して西口から都市計画道路を経て700m延伸する予定である。計画ではJR松山駅から南江戸五丁目の松山環状線交点まで延伸する事が決定しているが、将来的には松山空港乗り入れに関しても重要課題と位置づけて検討されている。
駅前広場への路面電車引き込みルートについて、松山駅直下を通り抜ける新設の道路（松山駅広東西連絡線）上に市内線の環状線と延伸区間の新停留場を設置することが検討されていたが、2019年の第7回松山駅周辺笑顔あふれるまちづくり推進協議会で、環状線の折り返し運転回避などのため、東口広場の一角にJR松山駅前停留場を移設し、そこから南江戸方面への延伸区間を分岐させる方針が了承された。
しかし、2024年3月27日に開催された第5回松山駅まち会議の資料では、図面から市内線の延伸区間の線路が消されており、延伸計画が事実上凍結されたことが窺える。